# La Guerre au vingtième siècle
La Guerre au vingtième siècle est un court roman d'anticipation de 1887 écrit et illustré par Albert Robida. Publié aux éditions Georges Decaux, le roman aborde le genre du merveilleux scientifique en traitant avec humour les aventures d'un héros français, Fabius Molinas, entraîné dans des aventures militaro-picaresques.
La Guerre au vingtième siècle est le troisième roman illustré d'Albert Robida qui porte ce nom après deux autres versions publiées en 1869 et 1883.

## Intrigue
Le Toulousain, Fabius Molinas, est mobilisé le 25 juin 1945 après que la France ait déclaré la guerre à une nation non précisée pour des motifs financiers. Il passe ainsi avec sang-froid d'un théâtre d'opérations à un autre, dans lesquels il découvre des armes et des pratiques guerrières inédites, tels que l'emploi de blockhaus roulants, d'armes bactériologiques ou encore d'escouades de médiums.

## La guerre du futur, un thème privilégié chez Albert Robida
Durant toute sa carrière, Albert Robida est fasciné par la guerre, si bien qu'il la fait figurer dans une grande partie de ses romans, des Voyages très extraordinaires de Saturnin Farandoul (1879) à L'Ingénieur Von Satanas (1919). Ainsi, l'auteur décrit, dans le roman de 1879, des armes à jet continu et des locomotives blindées sur routes qu'il réutilise sous la forme de mitraillettes et de chars d'assauts dans La Guerre au vingtième siècle.
En outre, avant la publication du roman en 1887, Albert Robida a publié deux précédents romans homonymes. Le premier, intitulé La Guerre au vingtième siècle, campagne de Jujubie, a été écrit en 1869, mais seuls quelques extraits sont parus dans les revues Le Polichinelle, La Charge et Paris-Comique entre 1869 et 1870. Le second, du nom complet La Guerre au vingtième siècle, le conflit australo-mozambiquois est publié dans un numéro spécial de la revue satirique La Caricature en date du 27 octobre 1883.

## Publications françaises
- Éditions Georges Decaux, 1887.
- Éditions Tallandier, 1991.